# Fort pancerny pomocniczy 44a „Pękowice”
Fort 44a „Pękowice” – jeden z fortów Twierdzy Kraków, fort pancerny, międzypolowy. Powstał w latach 1895–1897, jego projektantem był Emil Gołogórski. Obiekt należał do IV sektora obronnego.
Wspomagał prawe skrzydło fortu 44 „Tonie” oraz osłonę doliny Prądnika i Garlinki. Dostępu do Fortu od strony szyi strzegł ostróg bramny. Fort wspomagała od wschodu bateria FB 44a.
Elementy pancerne fortu zezłomowano po 1940 roku. Fort stopniowo popadał w ruinę, lecz w 2006 roku rozpoczęto remont. Fort 44a Pękowice znajduje się w Pękowicach koło Krakowa.
Na prawym skrzydle fortu „Pękowice” znajduje się dobrze zachowana Bateria B-44a-4 - standardowa bateria obrony dalekiej zbudowana najprawdopodobniej w 1904 r. Trzy schrony pogotowia o konstrukcji kamienno-ceglanej ze stropem stalowo-betonowym w poprzecznicach. Całość otoczona obwałowaniem ziemnym. Razem z baterią B-44-5 stanowiła uzupełnienie obrony grupy fortów.